# Atractodes ashmeadi
Atractodes ashmeadi là một loài tò vò trong họ Ichneumonidae.